# Microdevario kubotai
Microdevario kubotai és una espècie de peix cipriniforme de la família dels ciprínids.

## Morfologia
- Els mascles poden assolir 1,9 cm de longitud total.
- Nombre de vèrtebres: 29.[5][6]

## Hàbitat
És un peix d'aigua dolça i de clima tropical.

## Distribució geogràfica
Es troba a Àsia: Tailàndia.